# Surfin' Safari
Surfin' Safari es el primer álbum de estudio de The Beach Boys, salió a la venta el 1 de octubre de 1962. Si bien en los créditos aparece como productor Nick Venet, aunque fue Brian Wilson con su padre Murry quien contribuyó sustancialmente a la producción del álbum; Brian también escribió o coescribió nueve de sus doce canciones. El álbum alcanzó el puesto número 32 en Billboard permaneciendo en las listas por de 37 semanas.
El álbum fue precedido por dos sencillos: "Surfin'" y "Surfin' Safari", que alcanzaron las posiciones 75 y 14, respectivamente. El éxito del sencillo "Surfin' Safari" ayudó a asegurar la producción de un álbum completo para el grupo, mientras que se emitió un sencillo adicional, "Ten Little Indians", que alcanzó el puesto 49.

## Historia
El grupo está compuesto principalmente por personas de oriundas de Hawthorne, California, llamadas Wilson ... están Brian, Dennis, Carl y su padre, Murry Wilson, un compositor de largos años que actúa como mánager del grupo. Luego está el primo talentoso de los chicos, Mike Love ... quien canta las partes de tenor principal y de bajo sus arreglos vocales inusuales. ... [y] el joven David Marks, un vecino de los Wilson que toca la guitarra rítmica. Brian, el mayor de los chicos de Wilson, es el líder del grupo y el arreglista vocal. Carl es el guitarrista líder, mientras que el hermano Dennis canta y toca la batería. Ninguno de ellos, por cierto, tuvo entrenamiento formal, excepto Carl en la guitarra, que tomó lecciones de John Maus junto a David Marks. Todos crecieron en un ambiente donde la música era una parte regular de sus vidas.
Extracto tomado de las notas originales del álbum.

En el otoño de 1961 Brian Wilson y Mike Love, tuvieron que componer una canción sobre el surf, deporte que estaba de moda en California, y la titularon como "Surfin'", como consecuencia de que Dennis Wilson había dicho a los dueños de los estudios Morgan que estaban escribiendo una canción. Terminaron por grabarla y trajeron al hermano más joven Carl, en la guitarra, y el amigo de instituto de Brian, Al Jardine en la guitarra rítmica. En ese diciembre se habría grabado la canción, producida por Hite y Dorinda Morgan, y con la peculiar "Luau" en el lado B. El sencillo "Surfin'" alcanzó el puesto n.º 75 en el Billboard a principios de 1962. 
El padre de los Wilson, Murry Wilson se convirtió en mánager de la banda. Murry presentó el demo grabado a Capitol Records en primavera. The Beach Boys firmaron con Capitol y grabaron "Surfin' Safari"/"409" (demo abril de 1962) que fue editado en sencillo en junio. Al Jardine dejó la banda antes de la sesión, para ser reemplazado por un amigo de Carl, David Marks, hasta otoño de 1963.
El segundo sencillo, "Ten Little Indians", era de menor calidad que el anterior, y habría alcanzado el puesto n.º 49 en Billboard, Brian dijo que "Chug-A-Lug" era mejor canción, y se hubiese vendido mejor que "Ten Little Indians". Aunque Mike y Brian sean los cantantes más prominentes (como sería en casi todos los álbumes de The Beach Boys), Dennis canta por primera vez con "Little Girl (You're my Miss America)".

## Grabación y composición
Los primeros demos se grabaron en una sesión dirigida por el ingeniero Chuck Britz, quien grabó la mayoría de los álbumes de The Beach Boys desde 1963 hasta 1966. Britz es citado como una de las personas que más han ayudado a Brian Wilson para desarrollarse como músico, siendo llamado su "segunda oreja".
La canción "County Fair" provino de la inspiración de Gary Usher y Brian Wilson cuando visitaron la feria del condado en San Bernardino, la canción fue escrita en unos diez minutos. "Ten Little Indians" fue un intento del grupo por emular el estilo de la canción "Running Bear". Según Usher, Capitol eligió la canción como el segundo sencillo debido a que pensaba que la música de surf era una moda pasajera. "409", es citada como una de las canciones que crearon la expansión de la música hot rod en la década de 1960, se escribió sobre la obsesión de Gary Usher por los coches de carreras. Los efectos de sonido del auto fueron grabados por Usher conduciendo su auto a la casa de los Wilson, quienes habían colocado una grabadora en el exterior usando un cable de extensión de treinta metros. "Little Miss America" presenta un estilo de doo-wop, y trata sobre "la ideal y soñada chica del sur de California".
El primer sencillo "Surfin'", es citado como el creador de lo que se denominó California Sound, una estética musical que gira principalmente en torno al surf, la cultura del hot rod y la inocencia juvenil. Brian Wilson dijo que la canción se creó después de que Dennis Wilson le dijo que "el surf se está haciendo realmente popular. Ustedes deberían escribir una canción sobre eso". Usher y Brian Wilson tenían la costumbre de lanzar la moneda a la hora de tomar decisiones, de ahí escribieron "Heads You Win, Tails I Lose". La banda quería hacer expresiones contemporáneas en sus canciones. La canción "Moon Dawg", interpretada originalmente por The Gamblers, fue considerada la primera canción de surf rock. Los Beach Boys se convirtieron en el primer grupo en hacer una grabación del tema original, exponiéndola a un público mucho más amplio. "The Shift" fue presentado como una "declaración de moda" de Brian Wilson y Mike Love.

## Portada
Los hermanos Wilson, Mike Love y David Marks, se dirigieron hacía Paradise Cove, Malibu, diecisiete kilómetros al norte de Santa Mónica, para tomar la fotografía que sería la portada del álbum, el fotógrafo era Kenneth Veeder, quien había trabajado con artistas como Nat "King" Cole y June Christy.
Al parecer, habían alquilado un viejo camión de un contratista local de la playa llamado Calypso Joe. Se encuentran vestidos con pantalones blancos a juego y camisas Pendleton, y una tabla de surf. Posaron para varias fotos en la arena. De acuerdo con el guitarrista David Marks, al ser entrevistado en mayo de 2005: "Nik Venet vio al sujeto con el camión en Hollywood Boulevard, le preguntó si quería 50 dólares por hacerlo. Nos siguió hasta Paradise Cove con el fotógrafo de Capitol. La tabla de surf era de Lois Moratta, su hermano Louie todavía la tenía hasta que murió hace unos meses, no sé dónde está ahora...".
Aparecen de derecha a izquierda: David Marks, apuntado hacia las olas, Dennis Wilson adentro de la camioneta, Mike Love arriba en el techo sosteniendo la tabla con Brian Wilson y Carl Wilson abajo en la parte de atrás de la camioneta.

## Publicación
El álbum fue lanzado a través de Capitol el 1 de octubre de 1962, y alcanzó el puesto n.º 32 en sus 37 semanas en las listas de éxitos de los Estados Unidos. En el Reino Unido, el álbum no se editó hasta abril de 1963, y no entró en listas.
Surfin' Safari se lo adjuntó en CD con Surfin' USA y con pistas adicionales. El lado B de "Surfin'", "Luau", salió a la venta en el álbum de compilación Lost & Found (1961-1962) de 1991.

## Recepción
Richie Unterberger, en una retrospectiva crítica en AllMusic, siente que la mayoría de las canciones son deficientes, pero como el álbum fue grabado por los propios Beach Boys en lugar de usar músicos de sesión, ofrece una oportunidad para escuchar cómo sonaba la banda en estudio.

## Lista de canciones
Todas las canciones escritas y compuestas por Brian Wilson y Mike Love, excepto donde está indicado. 
| Lado A |                                                                 |                     |          |  |
| N.º    | Título                                                          | Vocalista principal | Duración |  |
| 1.     | «Surfin' Safari»                                                | Mike Love           | 2:05     |  |
| 2.     | «County Fair» (Brian Wilson y Gary Usher)                       | Mike Love           | 2:15     |  |
| 3.     | «Ten Little Indians» (Brian Wilson y Gary Usher)                | Mike Love           | 1:26     |  |
| 4.     | «Chug-A-Lug» (Brian Wilson, Gary Usher y Mike Love)             | Mike Love           | 1:59     |  |
| 5.     | «Little Girl (You're My Miss America)» (Catalano y Herb Alpert) | Dennis Wilson       | 2:04     |  |
| 6.     | «409» (Brian Wilson, Mike Love y Gary Usher)                    | Mike Love           | 1:59     |  |

| Lado B |                                                          |                                        |          |  |
| N.º    | Título                                                   | Vocalista principal                    | Duración |  |
| 1.     | «Surfin'»                                                | Mike Love                              | 2:10     |  |
| 2.     | «Heads You Win–Tails I Lose» (Brian Wilson y Gary Usher) | Mike Love                              | 2:17     |  |
| 3.     | «Summertime Blues» (Eddie Cochran y Jerry Capeheart)     | Carl Wilson, c/ Nick Venet en armonías | 2:09     |  |
| 4.     | «Cuckoo Clock» (Brian Wilson y Gary Usher)               | Brian Wilson                           | 2:08     |  |
| 5.     | «Moon Dawg» (Derry Weaver)                               | Instrumental                           | 2:00     |  |
| 6.     | «The Shift»                                              | Mike Love                              | 1:52     |  |

## Créditos
- Mike Love - Cantante
- David Marks - Guitarra y voz
- Brian Wilson - Bajo, voz y Piano
- Carl Wilson - Guitarra solista y voz
- Dennis Wilson - Batería y voz
- Al Jardine - coros y Contrabajo en Surfin'